# Jingura
Jingura est un village situé dans le district de Mirzapur dans l’Uttar Pradesh au nord de l’Inde.